# بدرية الشحي
بدرية الشحي (مواليد 1971) روائية عمانية، أول كاتبة عمانية تنشر رواية. في حكم الشاعر والصحفي المصري أشرف دالي، رواية الشحي لعام 1999 «أدركت ولادة الرواية العمانية الحقيقية».

## حياتها
أقامت بدرية الشحي في بريطانيا، وتخصصت في الهندسة الكيميائية.

## مسيرتها
أصدرت بدرية الشحي روايتها الأولى بعنوان «الطواف حيث الجمر» في عام 1999، وتعد تلك الرواية «أول رواية نسوية عمانية»، ووُصِفت بـ«صرخة احتجاج ضد تجاهل المرأة في المجتمع». تعد بدرية الشحي من الكاتبات اللوات عالجن قضية الرق بوصفها أطروحة في روايتها «الطواف حيث الجمر»، مثلها في ذلك مثل راشد عبد الله في روايته «شاهندة»، وفوزية السالم في روايتها «النواخذة»، وميسون صقر القاسمي في روايتها «ريحانة»، وفقًا لمحمد سيف الإسلام في كتابه «سيميائية الخطاب السردي العماني رواية سيدات القمر للأديبة جوخة الحارثي نموذجا».
يرى عموري نعيم في مقال بمجلة الأثر أن الشحي حاولت من خلال رواية «الطواف حيث الجمر» أن تحارب بعض التقاليد غير اللائقة بالمرأة وأحدثت ضجة كبيرة في سلطنة عمان، حيث تطرّقت إلی قضايا المرأة والاضطهاد الذي تعيشه وقد کانت «زهرة» بطلة الرواية التي عانت الأَمَرّين في حياتها وفي تعاستها حتی مع هروبها من بيت أبيها عاشت خاضعة لقوانين الزور التي يسنّها الرجال عليها.

## آراء النقاد
انتقد نازك الأعرجي لغة بطلة رواية «الطواف حيث الجمر»، بسبب استخدامها لتعبيرات ليست من المفترض أن تعرفها فتاة أمية من وجهة نظره، ورأى أن ذلك سببه «انزلاق ثقافة وخبرة الكاتبة في لغة الشخصية... لكن هذا المنهج يبرره مآل المرأة صاحبة السيرة، التي تستحق في النهاية أن تفخر بسماتها الذاتية كفيصل في تحديد مصيرها».
يرى خالد المعمري أن بدرية الشحي «تعمل منذ روايتها الأولى الطواف حيث الجمر إلى رواية كارما الذئب على إيجاد علاقة بين الشخصية والمكان، رغم أنّ الاثنين يرتبطان ارتباطا وثيقا ببعضهما في الكتابة السردية، ويتفاعلان معا في بناء الأحداث، وعليه فإنّها قد منحت شخصيات رواياتها حرية اختراق الأمكنة، وحق التفاعل والولوج إلى عالمها المتخيّل مُشكِّلة بؤرة صراع وتصادم بينها. وتتنامى طبائع الشخصيات في روايات بدرية الشحي- سواء الرئيسة أم الثانوية- بناء على المواقف المكانية، وتبدّلاتها من فضاء لآخر». وفقًا له، فقد قدّمت بدرية الشحي في رواياتها (الطواف حيث الجمر، وفيزياء1، وكارما الذئب) صورة عن علاقة الشخصية بالمكان، ولاحظ حضور «تضادات المكان في الثقافة، واللغة، والحياة الاجتماعية والعلمية، والأيديولوجيا التي اختبأت في فكر الإنسان». أما بالنسبة لصورة المرأة في كتاباتها، فيرى أنها «تتشكّل وفق صراع أيديولوجي مع الآخر، وعليه فإنّ هذا الصراع يتّسع ليشمل المكان الذي يعمل على تشكيل الأحداث وفق رؤيته للمرجع الذي تتناوله في العمل الروائي».

## أعمال
- الطواف حيث الجمر. بيروت: المؤسسة العربية للدراسات والنشر، 1999.[7][8]
- فيزياء 2 : "كارما الذئب. بيروت: دار سؤال للنشر، 2019.[9][10]